# Velencei Építészeti Biennálé
A Velencei Építészeti Biennálé (olaszul: Mostra internazionale di architettura di Venezia, angolul: Venice Biennale of Architecture) a kétévente megrendezett nagymúltú Velencei biennálé kulturális-művészeti kiállítássorozatának építészeti tárlata, mely az olaszországi Velencében látható minden páros év nyarán-őszén.

## Története
Az építészet – mint tematika – ugyan 1968 óta része volt a Velencei biennálénak, de külön önálló szervezésű kiállítássá csak 1980-ban nőtte ki magát. Ezt megelőzte 1975-ben Vittorio Gregotti olasz építész kezdeményezése, melynek értelmében az 1976-os nemzetközi művészeti kiállításon, a Dorsoduro-negyed Magazzini del Sale palotájában egy külön szobát kaptak az építészeti témájú művek. Ez a tárlat annyira népszerű lett, hogy 1978-ban ismét külön szekciót nyitottak, ám még ekkor is a művészeti kiállítás részeként. 1980-ban az építészeti kiállítás önállóbbá lett, bár továbbra is – mindmáig – a Velencei biennálén belül, de már saját szervezési igazgatóval, aki ekkor Paolo Portoghesi volt. Ő szerezte meg az építészeti kiállításra a Corderie dell ’Arsenale, vagyis a régi hajógyár épületének egy részét, és ő is nyitotta meg az 1980-as 1. Velencei Építészeti Kiállítást is, melynek tematikus címe  Strada Novissima volt.

## A kiállítás

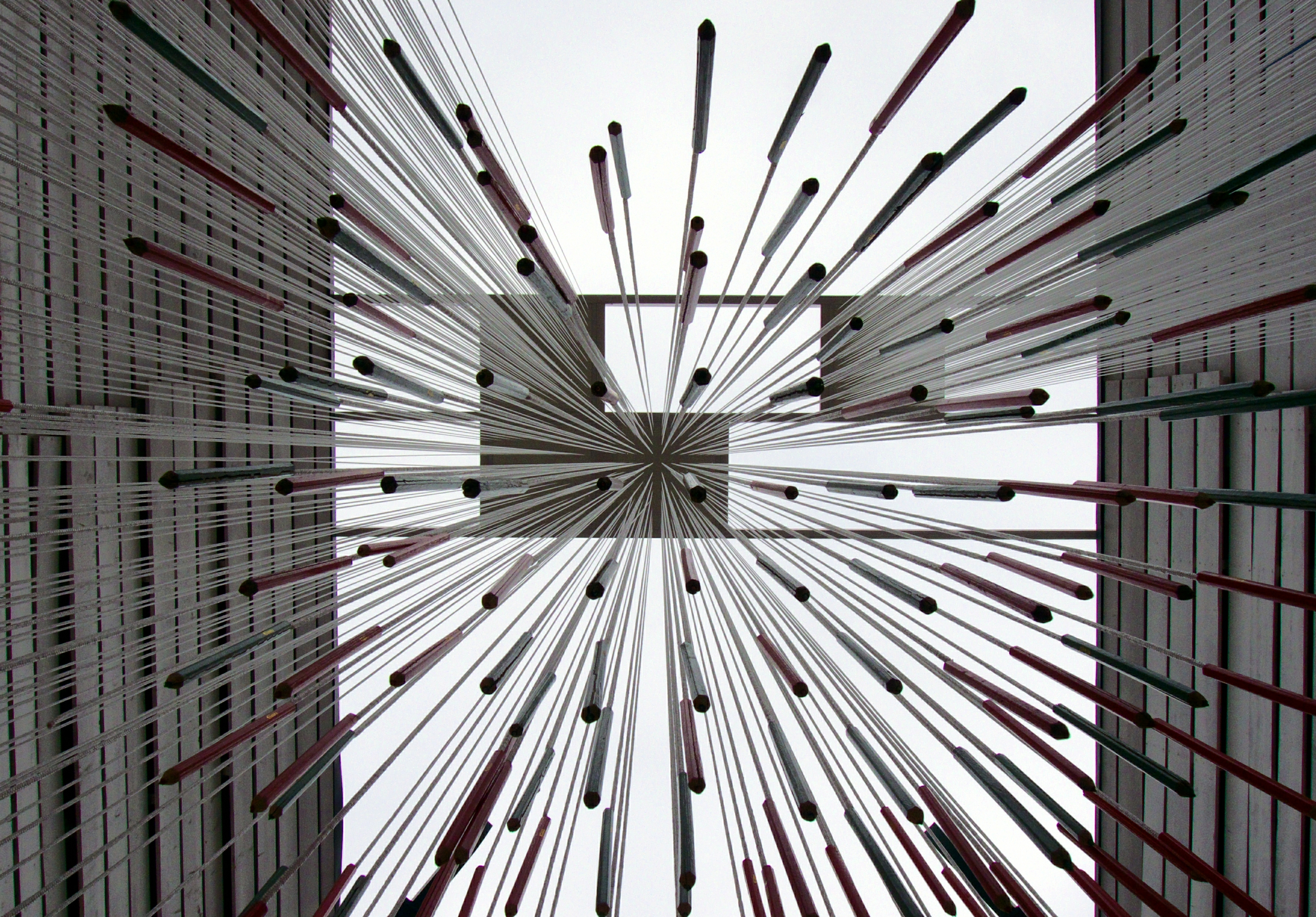
A 2010-es magyar pavilon kiállításának részlete (Ferencz Marcel)

Minden építészeti biennálé páros években nyáron nyit és ősszel zár. Maga a kiállítási helyszín a Castrello-negyedben, az ún. Biennálé-kertekben (olaszul: Giardini della Biennale) és az Arzenál épületkomplexumában terül el, s ugyanez a helyszíne a páratlan években megrendezett művészeti kiállításoknak is.
A kertben számos épület található, melyek egy részét az egyes országok, régiók saját kiállítási pavilonjaként építettek. 2018-ban például 30 nemzeti vagy regionális kiállítási épületben, és több nagyobb csarnokban helyezik el az egyes építészeti bemutatókat. A magyar állandó pavilon 1909-ben, az olasz és a holland után harmadikként épült fel Maróti Géza tervei alapján, s azóta két – az átépítésig érő – felújításon esett át: 1957-ben Benkhard Ágost, 1991-ben Csete György tervei alapján.
Az építészeti biennálét ugyanaz az alapítvány szervezi, amely a többi kiállítást és kulturális seregszemlét. Az egyes szekcióknak (kulturális-képzőművészeti, tánc, filművészeti, építészeti stb.) saját igazgatójuk van, 1996-tól azonban ezt a pozíciót az építészeti biennálék tekintetében a főkurátorok töltik be, s az egyes nemzeti kiállításoknak is vannak kurátoraik. A magyar pavilon kiállításait 1991-től a Műcsarnok, 2015 óta pedig a Ludwig Múzeum – Kortárs Művészeti Múzeum szervezi.

### Kiállítások évenként

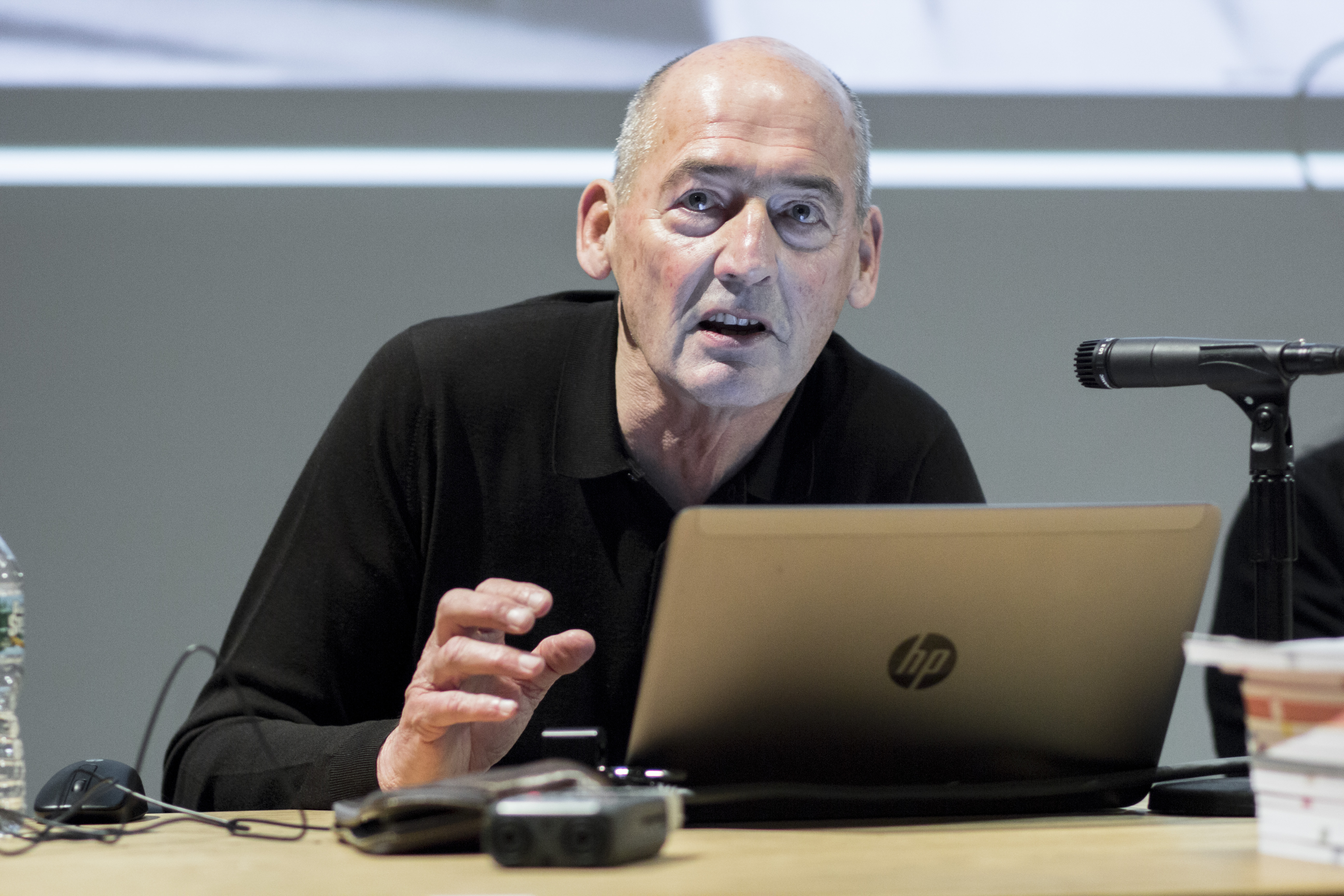
Rem Koolhaas 2014-ben

- 16. építészeti biennálé, 2018: Kurátor: Yvonne Farrell, Shelley McNamara
- 15. építészeti biennálé, 2016: Reporting from The Front (Jelentés a frontról) címmel, az egyre nehezedő lehetőségről, mely a tisztességes lakó- és élőhely megteremtésére irányul. Kurátor: Alejandro Aravena. Magyarországot két egri építész, Fábián Gábor és Fajcsák Dénes (arkt-csoport) képviselte, akik egy egri épület közösségi felújítása és működtetése történetét vitték kiállítás formájában Velencébe.[9]
- 14. építészeti biennálé, 2014 Fundamentals címmel, az épületek és az építészet alapjairól. Kurátor: Rem Koolhaas.[10] A magyar pavilonban Jakab Csaba és Márton László Attila a régen hagyományos kaláka-építésről szóló kiállítása volt látható.[11]
- 13. építészeti biennálé, 2012: Common Ground (Közös alap), az együttműködés és a párbeszéd hangsúlya az építészetben. Főkurátor: David Chipperfield. A magyar pavilonban Bachmann Bálint és Markó Balázs Spacemaker-projektje során több mint félezer elsőéves egyetemista téralakítással kapcsolatos modelljét állították ki.[7]
- 12. építészeti biennálé, 2010: People meet in architecture (Az emberek az építészetben találkoznak). Főkurátor: Szedzsima Kazujo. Magyarországot Ferencz Marcel és Wesselényi-Garay Andor installációja, a BORDERLINE Architecture képviselte, melynek középpontjában a vonal, mint az építészeti gondolat alapja szerepelt.[12]
- 11. építészeti biennálé, 2008: Out There: Architecture Beyond Building (Odakint: építészet az épületen túl). Főkurátor: Aaron Betsky. A magyar pavilonban ezúttal egy a japán–svájci–magyar kooprodukcióban készült, az építőművészet, a képzőművészet és a médiaművészet eszközeit felhasználó kiállítás volt látható Corpora in Si(gh)te címmel.[13] Az alkotók: Sota Ichikawa, Maróy Ákos, Max Rheiner, Kaoru Kobata, Satoru Higa, Hajime Narukawa.[14]
- 10. építészeti biennálé, 2006: Cities. Architecture and Society (Városok. Építészet és társadalom). Főkurátor: Richard Burdett. A magyar pavilonban a re:orient team  kiállítása szerepelt, mely elsősorban a kínai migráció városokra gyakorolt hatásait dolgozta fel építészeti, művészeti eszközökkel. A team tagjai: Baróthy Anna, Bodó Balázs, Bujdosó Attila, Dávidházy Panni, Földes Pierre, Kelner Krisztián, Kiss Ida, Kovács Gergely , Matúz Melinda, Nemes Attila, Pozna Anita, Salát Gergely, Somlai-Fischer Szabolcs, Sterk Barbara, Szakál Tamás, Szemerey Samu, Szvetelszky Zsuzsanna voltak.[15]
- 9. építészeti biennálé, 2004: Metamorph (Átváltozások / Metamorfózis). Főkurátor: Kurt W. Forster. Magyarországról Janesch Péter a Széptől szépig (és vissza) című kiállítással szerepelt.[16] A magyar kiállítás megrendezése nem volt viszontagságoktól mentes: a pályázaton nem nyerő Szilágyi Gábor művészettörténész és Sütő András Balázs az adatvédelmi biztoshoz fordultak, mivel szerintük nem volt átlátható a pályázat.[17] Később az N&n Galéria a hét pályázó közül négynek a műveit bemutatta a nagyközönségnek: Sütő András Balázs: Budapest ébred, Szilágyi Gábor: Physical sensations és Prosek Zoltán: Tér – pavilon,valamint Vargha Mihály: Négy pályázat / egy ház című anyaga 2004 őszén volt látható.[18] A biennálén tervezték a Szép Házak című folyóirat fotóarchívumának a bemutatását is, ez azonban meghiúsult, a lap főszerkesztője szerint nem volt konkrét megállapodás, így a kiállításon a fotók bemutatásra szolgáló ún. lapozógép fehér lepellel volt letakarva.[19]
- 8. építészeti biennálé, 2002: next (Következő) címmel. Kurátor: Deyan Sudjic. Magyarország a téglaépítészetet állította a középpontba, résztvevői Turányi Gábor, Ferencz István és Nagy Tamás építészek voltak.[20]
- 7. építészeti biennálé, 2000: Less Aesthetics, More Etics (Kevesebb esztétikát, több etikát) Főkurátor: Massimiliano Fuksas. Ebben az évben lett kész az 1991 óta felújítás alatt álló magyar pavilon. A hazai kiállítás címe: Új Atlantisz felé, a nemzeti kiállításunk ezúttal egyéni építészi műveket mutatott be, mások mellett Makovecz Imre, Perczel Anna, Gellér B. István, a szabadkai Demeter Gábor, a kassai Peter Pásztor (wd), Kerényi József Péter, Csete György, Nagy Tamás, Török Ferenc szerepelt.[21]
- 6. építészeti biennálé, 1996: Sensing the Future. The Architect as Seismograph (A jövő érzékelése – az építész mint szeizmográf). Főkurátor: Hans Hollein.[22] A Velencei Építészeti Biennále magyar pavilonjában Magyarországot kiállítóként Bachman Gábor képviselte „A SEMMI ÉPITÉSZETE” ("THE ARCHITECTURE OF NOTHING") című integratív, összetett építészeti projektjével.[23][24]
- 5. építészeti biennálé, 1991: a ’90-es évek negyven építésze; az olasz pavilon számára készített tervek kiállítása; Corderie (Arsenale): a Venice Prize kiállítása. Magyarország az organikus építészet tematikával szerepelt. Igazgató: Francesco Dal Co[22]
- 4. építészeti biennálé, 1986: Hendrik Petrus Berlage – a Villa Farsetti rajzai. Igazgató: Aldo Rossi[22]
- 3. építészeti biennálé, 1985: Velence projekt, nemzetközi pályázat. Igazgató: Aldo Rossi[22]
- 2. építészeti biennálé, 1982: Az iszlám országok építészete (olasz pavilon). Igazgató: Paolo Portoghesi[22]
- 1. építészeti biennálé, 1980: A múlt jelenléte. Kritikusok kiállítása. Fiatal építészek kiállítása. Igazgató: Paolo Portoghesi[22]
- a Velencei biennálé építészeti szekciója, 1978: A természetellenesség utópiája és válsága. Olaszországi építészeti törekvések. Igazgató: Vittorio Gregotti
- a Velencei biennálé építészeti szekciója, 1976: Werkbund 1907 címmel. Témák: a racionalizmus és az építészet története a fasiszta Olaszországban, Európa-Amerika, történeti városközpont, külváros, Ettore Sottsass, egy olasz dizájner.[22] Magyarország Szentendre és Salgótarján makettjeivel és fényképeivel volt jelen.[25]

## Díjak
A Velencei Nemzetközi Filmfesztiválhoz hasonlóan, az építészeti biennálén is Arany Oroszlán díjat adnak ki minden évben a legjobb kiállítóknak. Díjazzák egyes építészek életművét, a legjobb nemzeti kiállítást, városokat és városi építészeti programokat, de számos különdíjat is kiosztanak. Ezek az elismerések jelentős nemzetközi visszhangot kapnak és szakmai megbecsülést jelentenek a díjazott személynek, városnak, projektnek. Az Arany Oroszlánt 1996-tól adják át, korábban egy alkalommal, 1985-ben ún. Kőoroszlán-díjat adtak át.
Az utóbbi években számos különdíjat és "említést" tart számon a szakma, melyek jellemzően egy-egy építészeti projektet ismertek el. Ezeknek a jelentősége leginkább abban mérhető, hogy az említett tervek és építészek bekerülnek a szaksajtó – ritkábban a szélesebb közvélemény – tudatába.